# Aricidea curviseta
Aricidea curviseta är en ringmaskart. Aricidea curviseta ingår i släktet Aricidea och familjen Paraonidae. Utöver nominatformen finns också underarten A. c. longoantennata.